# Američko-kanadska velika loža
Američko-kanadska velika loža (engl. American Canadian Grand Lodge), skraćeno ACGL, jedna je od pet velikih loža koje čine Ujedinjene velike lože Njemačke, regularnu veliku ložu u Njemačkoj. Formirali su je američki i kanadski slobodni zidari koji su služili u Saveznički okupiranoj Njemačkoj. 

## Povijest
Većina loža koje danas čine ovu veliku ložu dobile su osnivačke povelje od velikih loža u Sjevernoj Amerikci. One su bile među prvim međunarodno priznatim ložama koje su djelovale u Njemačkoj nakon nacističke zabrane od 1933. godine. Prva američka loža je 1954. godine tražila i dobila osnivačku povelju od jedne njemačke velike lože, a tijekom sljedeće godine broj se proširio na devet i tako postao američki distrikt pod Ujedinjenom velikom ložom Njemačke. Razlike u jeziku i obredu dovele su do osnivanja velike pokrajinske lože 2. lipnja 1962. godine: Američko-kanadska pokrajinska velika loža.
Do 1980. godine uvedene su još dvije promjene imena. Prvo je riječ "pokrajinska" zamijenjena s "državna": Američko-kanadska državna velika loža. Kasnije je riječ "državna" izbrisana što je stvorilo današnji naziv velike lože: Američko-kanadska velika loža.

## Ustroj
Sjedište Američko-kanadske velike lože je u Fürstenfeldbrucku, Bavarska. Do 2011. sjedište je bilo u Frankfurtu na Majni.

### Lože
Krajem 2023. godine Američko-kanadska velika loža ima 38 masonskih loža podijeljenih na osam distrikta.
- Prvi distrikt ima sedam loža koje rade na engleskom jeziku. Lože se nalaze u Frankfurtu na Majni, Wiesbadenu, Wetzlaru, Aschaffenburgu, kao i tri u Schweinfurtu.
- Drugi distrikt ima četiri lože koje rade na engleskom jeziku. Lože se nalaze u Kaiserslauternu, Heidelbergu, Enkenbach-Alsenbornu i Wormsu.
- Treći distrikt ima četiri lože koje rade na engleskom i talijanskom jeziku. Lože se nalaze u  Ludwigsburgu, Ulmu, Kehlu i Lahru.
- Četvrti distrikt ima četiri lože koje rade na engleskom jeziku. Lože se nalaze u Höflesu, Hanbachu, Münchenu i Ansbachu.
- Peti distrikt ima devet loža koje rade na francuskom jeziku. Pet loža se nalazi u Baden-Badenu, dvije u Lahru, te po jedna u Saarbrückenu i Trieru.
- Šesti distrikt ima tri lože koje rade na engleskom i njemačkom jeziku. Lože se nalaze u Bremenu, Hamburgu i Gelsenkirchenu.
- Sedmi distrikt ima pet loža koje rade na turskom jeziku. Lože se nalaze u Frankfurtu na Majni, Düsseldorfu, Delmenhorstu, Berlinu i Münchenu.
- Osmi distrikt ima dvije lože koje rade na engleskom i njemačkom jeziku. Lože se nalaze u Berlinu i Hildesheimu.

### Uprava
Američko-kanadskom velikom ložom upravlja veliki majstor koji se bira na jednogodišnje razdoblje. Dosadašnji veliki majstori su:
| Popis velikih majstora |
| --- |
| 1. Peter M. Rasmussen (1962.) 2. Horst Volkhardt (1963. – 1965.) 3. Jess Minton (1966. – 1967.) 4. James E. Clark (1968.) 5. Lee S. Loomis (1969.) 6. H. Dale Walker (1970.) 7. C. Gordon Greenwood (1971.) 8. William E. Denny (1972.) 9. Louise E. Connie (1973.) 10. Burton L. Clyde (1974.) 11. Gunther Gall (1975.) 12. Hugo Thomas (1976.) 13. Arthur E. Powell (1977.) 14. Arthur L. Kile (1978.) 15. Gary M. Kollo (1979.) 16. Billy C. Hayes (1980.) 17. Wolfgang Durst (1981.) 18. John Provan (1982.) 19. William M. Lanham (1983.) 20. Marion E. Westernburg (1984.) 21. Alister Boyd (1985.) 22. Gerhard W. Severin (1986.) 23. Daniel W. Breckenridge (1987.) 24. Nuel "Ed" Wilson (1988.) 25. Charles L. Hunsucker (1989.) 26. Edward A. Stiles (1990.) 27. Hugh E. Black (1991.) 28. Donald S. Metscher (1992.) 29. John A. Willams (1993.) 30. Reginald L. Brittan (1994. – 1995.) 31. P. James Richie (1996.) 32. Jimmy R. Avery (1997.) 33. Owen J. Quell (1998.) 34. Donald L. Maddox (1999.) 35. Roland S. Meder (2000.) 36. Donald L. Saint (2001.) 37. John P. "Buck" Buchanen (2002.) 38. Donald E. Martin (2003. – 2005.) 39. John M. Lonczynski (2006. – 2007.) 40. Grandy M. Adams (2008.) 41. Paul M. Curran (2009. – 2010.) 42. Paul D. Litteral jr. (2011. – 2012.) 43. James Barrett (2013. – 2014.) 44. Eddie M. Guevara (2015.) 45. Tayfun Çilingir (2016. – 2017.) 46. Juan A. Goytia-Diaz (2018.) 47. Jan Savarino (2019.) 48. Daniel Jap Lim (2020. – 2021.) 49. Luis A. Baez-Delgado (2022. – 2023.) 50. Thomas Litz (2024.) 51. Arda Çilingir (2025.) |

### Međunarodna suradnja
Preko Ujedinjenih velikih loža Njemačke ova velika loža sudjeluje u radu Svjetske konferencije regularnih masonskih velikih loža. Pored toga, članica je Konferencije velikih majstora slobodnih zidara u Sjevernoj Americi (COGMNA).

### Obredi
Američko-kanadska velika loža upravlja simboličkim stupnjevima plave lože (učenik, pomoćnik i majstor) i delegira upravljanje visokim stupnjevima na dodatna tijela i redove.

## Pridružena tijela i redovi
Upravljanje visokim stupnjevima Američko-kanadska velika loža provodi kroz pridružena tijela i redove od kojih svaki predstavlja jedan obred a na temelju potpisanih konkordata.
- Vrhovno vijeće Drevnog i prihvaćenog škotskog obreda južne jurisdikcije – nadležno za rad drevnog i prihvaćenog škotskog obreda.[6][7]
- Šrajnerski centar "Emirat" Međunarodnog reda Šrajnera (engl. Emirat Shriners Chapter of the Shriners International) – nadležan za rad šrajnera.[8][9]

## Vanjske poveznice
- Službena stranica
- ACGL na freimaurer-wiki.de